# Serguéi Karasiov (árbitro)
Serguéi Guennádievich Karasiov (en ruso: Сергей Геннадьевич Карасёв; nacido el 12 de julio de 1979 en Moscú) es un árbitro ruso internacional. Habitualmente dirige encuentros en la Liga Premier de Rusia.

## Trayectoria
Fue nombrado árbitro FIFA en 2010. Karasiov ha arbitrado en Clasificación de UEFA para la Copa Mundial de Fútbol de 2014, en la Clasificación para la Eurocopa 2016, la Eurocopa 2016, el Torneo masculino de fútbol en los Juegos Olímpicos de Río de Janeiro 2016 y la Clasificación para la Eurocopa 2020.

## Copa Mundial de la FIFA
| Copa Mundial de Fútbol de 2018 – Rusia | Copa Mundial de Fútbol de 2018 – Rusia | Copa Mundial de Fútbol de 2018 – Rusia | Copa Mundial de Fútbol de 2018 – Rusia | Copa Mundial de Fútbol de 2018 – Rusia | Copa Mundial de Fútbol de 2018 – Rusia   | Copa Mundial de Fútbol de 2018 – Rusia | Copa Mundial de Fútbol de 2018 – Rusia |
| Fecha                                  | Partido                                | Sede                                   | Fase                                   | Amonestado                             | Otorgado · Otorgado otra vez · Expulsado | Expulsado                              | Anotado · Penal                        |
| -------------------------------------- | -------------------------------------- | -------------------------------------- | -------------------------------------- | -------------------------------------- | ---------------------------------------- | -------------------------------------- | -------------------------------------- |
| 26 de junio de 2018                    | Australia 0 – 2 Perú                   | Moscú                                  | Fase de grupos                         | 6                                      | 0                                        | 0                                      | 0                                      |